# بیلی کلمن
بیلی کلمن (انگلیسی: Billy Coleman؛ زادهٔ ۸ مهٔ ۱۹۴۷) راننده خودروی مسابقه‌ای، و راننده رالی اهل جمهوری ایرلند است.
بیلی کلمن با نام مستعار  (Millstreet Maestro) شناخته میشد، او یکی از موفق ترین رانندگان رالی کشور ایرلند است که در بیست سال مسابقه ، 29 پیروزی کسب کرده است ، او برادر بزرگتر جان کلمن است که فوتبالیست گلی بود.